# Paul Kulnig

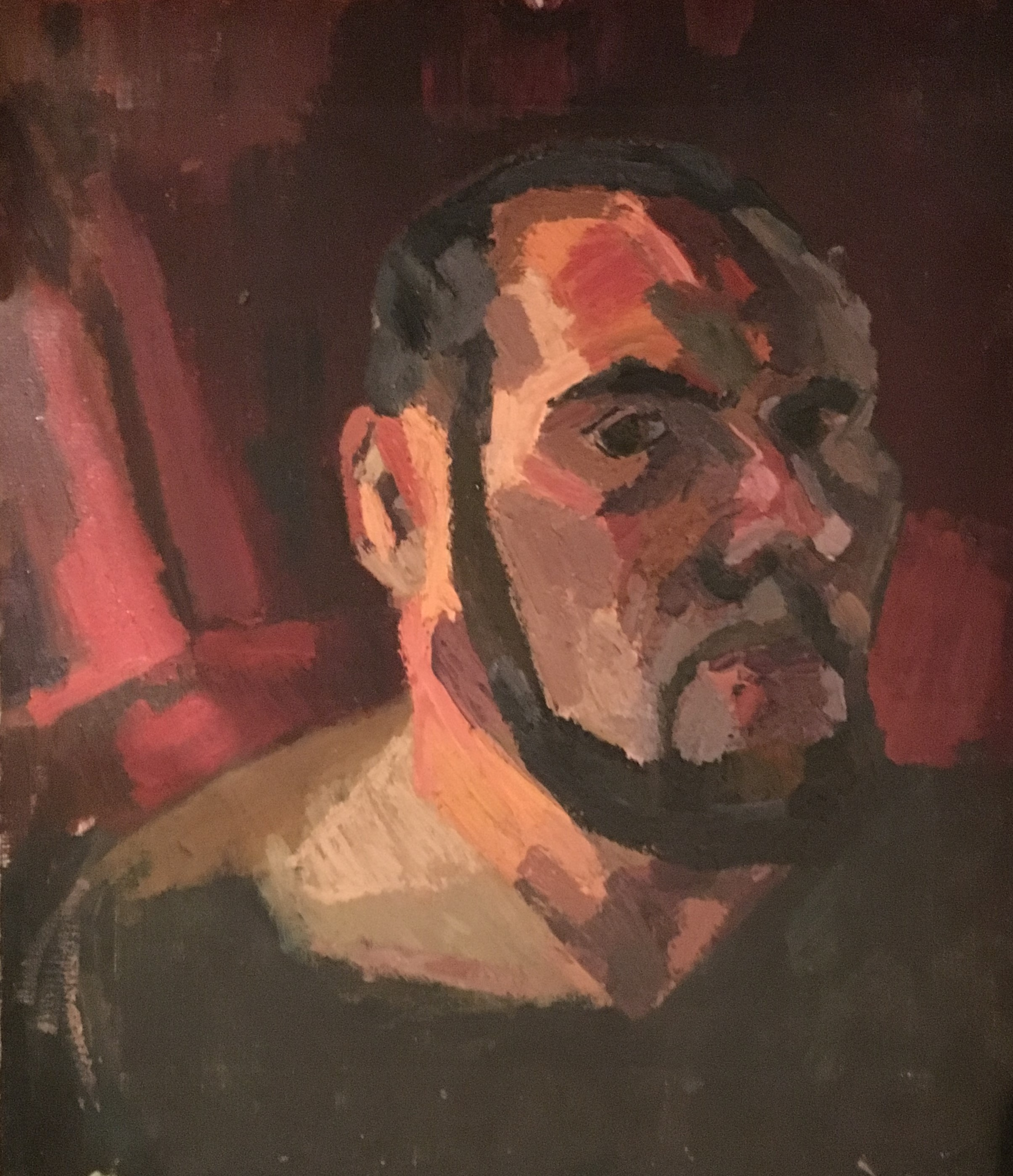
Paul Kulnig, Selbstporträt

Paul Kulnig (* 8. Oktober 1931 in Klagenfurt am Wörthersee; † 22. Mai 2018 ebenda) war ein österreichischer bildender Künstler.

## Leben
Kulnig wuchs in Annabichl auf. In den Jahren von 1949 bis 1951 besuchte er die Hochschule für Design in Linz bei Wolfgang von Wersin. Zwischen 1951 und 1955 erfolgte ein Studium an der Akademie der bildenden Künste Wien in der Meisterklasse von Sergius Pauser, wobei er auch den Abendakt von Herbert Boeckl besuchte. Nach der Rückkehr nach Klagenfurt lernte er Erika Hummer kennen, die er heiratete. Ab den 1960er Jahren ging er einer Lehrtätigkeit am Gymnasium Lerchenfeld in Klagenfurt nach. In den Jahren 1982 bis 1984 war er als Lehrender am Kunstforum Millstatt vertreten. Ab 1971 erfolgten nationale und internationale Ausstellungen sowie Preise und Stipendien. 2018 ist er in Klagenfurt verstorben.

## Werke in Museen
Klagenfurt:
Museum Moderner Kunst Kärnten MMKK
- Dame in hellen Strümpfen, 1971
- Strip III, 1975
- Gruppe II - 3 Torsi, 1976
- Landschaft bei Tanzenberg, 1978
- Torso liegend, 1978
- Stehender Akt mit erhobenen Armen, 1980
- Liegender Akt I, 1981
- Studioballett, 1983
- Akt I, 1984
- Svece III - Zaunig-Tümpel I, 1986
- Häuser-Paris, 1989
- Häuser-Paris, 1989
- Sitzende, o. A.

Sammlung der Abteilung Kultur in Klagenfurt am Wörthersee
- Kleine Sitzende, 1974, Gouache auf Packpapier
- Akt IX, (Kopf nach Vorne), 1976, Bleistift auf olivfarbigem Ingrespapier
- Sitzende im Hemd (Akt XI), 1976, Bleistift auf olivfarbigem Ingrespapier
- Torso I, 1975, Bleistift auf gelbem Ingrespapier
- Akt IV (Stehender Akt, "Akt Meina"), 1976, Bleistift auf gelbem Ingrespapier
- Hängende Puppe, 1979, Gouache auf braunem Packpapier
- Akt, am Rücken liegend (Christa) gespreizte Beine, 1981, Kreidezeichnung auf braunem Packpapier

## Ausstellungen (Auswahl)
- 1974: Akte in: Galerie Contact, Wien (mit Adolf Frohner, Giselbert Hoke, Peter Krawagna, Karl Anton Fleck)
- 2015: DISSENS | TRANSZENDENZ. Vom Kult zum Kunstobjekt Gruppenausstellung in: Tublà da Nives, Wolkenstein (Südtirol)